# Амеразійський басейн

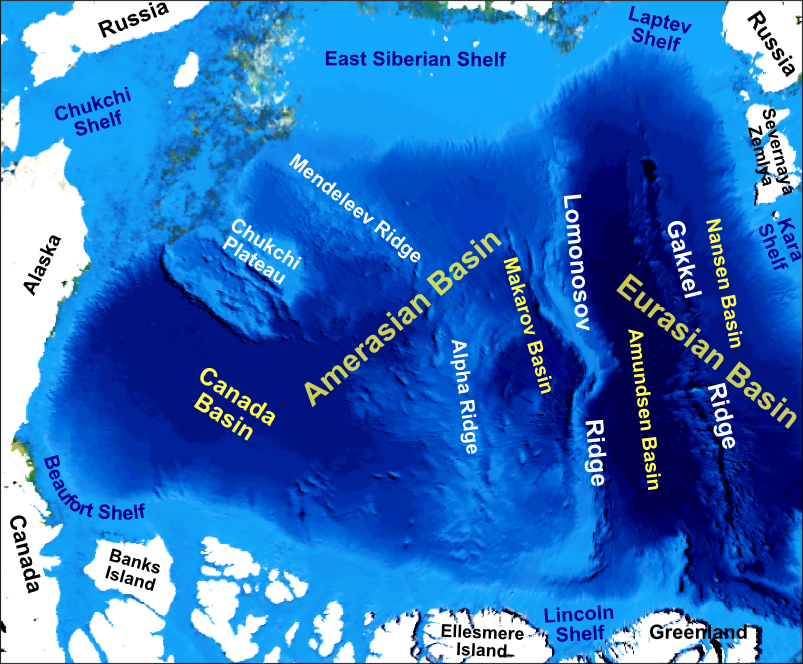
Головні батіметричні/топографічні особливості Північного Льодовитого океану

Амеразійский басейн — один з двох основних складаючих басейнів Арктичного басейну у Північному Льодовитому океані, що розокремлюється хребтом Ломоносова (другий — Євразійський басейн). Простягається від острова Елсмір до Східно-Сибірського моря. Має поділ хребтами на Канадську улоговину (між Аляскою/Канадою і хребтом Альфа) і котловину Макарова (між хребтами Альфа і Ломоносова). Канадська улоговина з'єднана з Тихим океаном через Берингову протоку.
Континентальний шельф навколо Амеразійського басейну дуже широкий, в середньому до 342 миль